# Coxsone
Pour l’article homonyme, voir Coxon.
 (octobre 2009).
Si vous disposez d'ouvrages ou d'articles de référence ou si vous connaissez des sites web de qualité traitant du thème abordé ici, merci de compléter l'article en donnant les références utiles à sa vérifiabilité et en les liant à la section « Notes et références ».
Clement Seymour Dodd, alias Sir Coxsone, né le 26 janvier 1932 et mort le 5 mai 2004 à Kingston, est l'un des principaux producteurs de musique jamaïcains et le fondateur du célèbre label Studio One.

## Biographie

### Operatordu Sir Coxsone's Downbeat
Issu d'une famille de mélomanes, Clement Dodd baigne depuis son plus jeune âge dans les rythmes bebop & jazz et c'est dans la boutique de ses parents, située sur Law Street (plus tard déplacée à Beston Street) qu'il fait ses premières armes sur la sono familiale.
Au début des années 1940, la Deuxième Guerre mondiale éclate et la Jamaïque, encore colonie anglaise, plonge dans un véritable marasme économique. À la fin de la décennie, il n'y a plus de travail dans l'île et, comme de nombreux Jamaïcains, Clement Seymour Dodd part faire les saisons en Amérique du Sud dans les plantations de canne à sucre. C'est à cette époque, au fil de ses différentes rencontres, qu'il se familiarise avec le rhythm and blues et décide de le faire découvrir en Jamaïque.
À son retour en 1954, Coxsone s'achète une sono et lance son premier sound system : le « Sir Clement Downbeat », basé à l'intersection de Beeston Street et Love Lane. Mais il ne joue pas encore de musique jamaïcaine, les rythmes venant des États-Unis sont rois et Coxsone joue donc des plates de boogie woogie, jazz ou rythm'n'blues, principalement hérités de son père ou importés de La Nouvelle-Orléans et de Miami.
Sir Clement est plein d'ambition mais n'est encore qu'un inconnu à l'époque : en 1954, le roi du dancehall n'est autre que Duke Reid, avec son Trojan sound. Mais Coxsone se rend rapidement compte qu'il peut rivaliser avec le maître de dix ans son aîné et, en bon challenger, met toutes les chances de son côté. D'une part en améliorant constamment la qualité et la puissance de sa sono, mais surtout en cherchant à innover. Il part alors le plus souvent possible aux États-Unis pour chercher des galettes jusqu’à lors inédites à Kingston, et en écume la moitié est de long en large, de Chicago à Cincinnati en passant par Philadelphie et New York, où il trouve ses plus belles perles chez Rainbow Records, 130e rue à Harlem. En fouillant dans les bacs, il dégote les disques d'artistes quasiment inconnus et, pour s'assurer la primauté sur ces titres, arrache les labels et renomme les chansons pour ne laisser à ses concurrents que peu d'espoir de les retrouver. Le « Later For Gator » de Willis Jackson devient ainsi « Coxsone Hop »...
Grâce à son potentiel musical, mais aussi à la détermination de son capitaine, le Sir Clement Downbeat devient alors rapidement très populaire. À cette époque, la compétition entre les Sounds est très rude, il faut être partout pour être le plus fort. Son sound system va alors jouer jusqu’à 5 endroits différents en même temps durant la même soirée. Les suppléants du Sir Coxsone sont alors Count Machuki, Prince Buster, King Stitt, U Roy et Lee Perry, jouant chacun sur une sono différente les titres inédits ramenés en 5 exemplaires par Coxsone. Pour être certain de son fait, il n'était pas rare qu'il achète même tout l'étalage afin que les Sounds concurrents ne trouvent jamais le Tune.

### Coxsone Producteur
À la fin des années 1950, la musique américaine se fait de moins en moins intéressante pour les soundmen et Coxsone décide de se lancer dans la production d'artistes locaux. Les premiers enregistrements du Blues local n'étaient encore que destinés à être joués en Sound, mais dès qu'il se rend compte que sa recette prend et que le marché de la musique jamaïcaine a un réel potentiel, Coxsone décide de créer son premier label : World Disc.
Shuffling Jug de Clue J & The Blues Blaster, enregistré en 1959 au Federal Studios, est, semble-t-il, la première véritable production de Clement Seymour Dodd avec My Baby de Jackie Estwick, qui sortira un peu plus tard mais enregistré lors de la même session. Fait marquant de l'année 1959, l'apparition des premiers disques 45 tours marque une réelle évolution dans la production, offrant de nouvelles possibilités techniques et dans la production destinée à un marché plus large que celle des anciens 78 tours.
Non content d'être producteur et diffuseur, Coxsone complète la chaine de production à la fin de l'année 59 en ouvrant sa boutique Coxsone's Muzik City, à East Queen. Son but : distribuer lui-même ses productions sur ses multiples labels : All Stars, C&N, D.Darling, Downbeat, Muzik City, N.D Records, Supreme Worldisc, Coxsone, ou encore Studio One.
La chaine de production imaginée à l'époque par Coxsone est unique en son genre et marque une réelle évolution dans l'industrie de la musique jamaïcaine. Dans un premier temps, après avoir enregistré un artiste, il fait graver le titre en un seul exemplaire sur une galette d'acétate qui lui permet de tester l'efficacité du morceau en sound. Ensuite, en fonction de l'appréciation du maître, un petit nombre d'exemplaires est pressé pour les DJ des sound systems satellites ; quelques-uns sont aussi placés en boutique et vendus en exclusivité de 5 à 10 livres. Après cette étape, Coxsone sort une série limitée sans label (blank), vendue une livre le disque. Enfin, après ce long processus qui prend dans le meilleur des cas un bon mois, les 45 tours jugés valables sortent alors en grande série.

### L'âge d'or de Studio One
Pendant près de 4 ans, toutes les premières productions jamaïcaines sont enregistrées au Federal Studios. Toujours avec ce même souci de contrôle sur son travail, Coxsone crée en 1963 sa propre structure au 13, Brentford Road : le Jamaican Recording & Publishing Studio, plus connu sous le nom de Studio One.
C'est Headley Jones qui le construit et Sid Bucknor, le cousin de Clement Dodd, qui se charge du câblage de la console 1 piste. En 1965, le studio évolue et s'équipe d'un 5 pistes, puis passera un peu plus tard au 8 pistes pour enregistrer quelques-uns des plus grands morceaux de reggae. En à peine 10 ans, Coxsone Dodd est devenu un géant de la musique locale.
En 1962, il fait déjà partie des précurseurs qui inventeront successivement le Ska, puis en 1966 le Rocksteady et le Reggae au cours de l'année 68. C'est de son studio que sortiront la plupart des morceaux, des riddims ou des artistes les plus populaires de la musique jamaïcaine.
En 1963, il organise tous les dimanches des auditions que dirige Lee Perry et que les Skatalites accompagnent. En effet, Coxsone a mis le pied à l'étrier les plus grands artistes ; il serait trop long d'en faire une liste complète même si on peut citer les Heptones, Bob Andy, Derrick Harriott, Toots & The Maytals, The Wailers, The Techniques, Clancy Eccles, Joe Higgs, Alton Ellis, Delroy Wilson… Il a trouvé le nom de la plupart, en a hébergé et guidé beaucoup, il sera même considéré comme un père par Bob Marley, qui habite pendant plus d'un an dans les locaux de Studio One.
Pendant la période Rocksteady, il s’inspire surtout des studios soul américains comme Motown ou Stax. Lorsque le reggae arrive en 1968, il est à son apogée.
La liste des artistes enregistrés au Studio One est impressionnante. On peut citer The Wailers, The Maytals, The Heptones, The Paragons, Slim Smith ou encore Dennis Alcapone, The Ethiopians, The Gladiators, Burning Spear, The Gaylads… Mais la violence de plus en plus présente lors des sound systems le pousse à fermer les siens ; en outre, de nombreux artistes lui ont déjà tourné le dos. En effet, Coxsone est un producteur dur et avare d'argent et de droits. Prince Buster l’a quitté depuis longtemps pour Orange Street.
On a souvent entendu dire que Sir Coxsone ne payait pas très bien les artistes et les royalties qui leur revenaient, mais tous sont d'accord pour dire que c'est là-bas qu'ils ont tout appris, qu'ils y ont fait leurs premières armes et reçu leurs meilleurs conseils ; Studio One est sans nul doute l'université de la musique Jamaïcaine et Coxsone son professeur émérite.
La concurrence aidant et de nombreux artistes jamaïcains faisant acte d'indépendance avec l'éclosion de labels, Coxsone va perdre sa position dominante dans les années 70. Cependant, il reste un découvreur de talents hors pair. C’est lui qui lance Dillinger, Lone Ranger, The Wailing Souls, Michigan & Smiley, Prince Jazzbo, Sugar Minott... De plus, il se lance frénétiquement dans la production de dubs. Son catalogue, le plus fourni de l’île, est ainsi recyclé avec talent. C’est le travail de Studio One qui fixe les repères, les rythmes et les clichés du genre. Son influence dans le monde du dub actuel est présente à tous les instants.
Dans les années 1980, la Jamaïque connaît une véritable débâcle, nombre de ses artistes quittent le pays à cause du climat politique de plus en plus tendu et de la violence omniprésente. Coxsone fait partie du lot, il ferme Studio One et quitte son île mais réalise cependant un de ses rêves d'enfant en s'installant à New york, où il ouvre son studio au 3135 Fulton Street.
À partir de cette époque, il produit néanmoins beaucoup moins de riddims et utilise surtout ceux des années 1970 qui sont alors devenus des classiques. Il n'est d'ailleurs pas le seul, de nombreux producteurs s'en servant allègrement (aujourd'hui encore), et il ne semble pas déplacé de dire que tous les chanteurs ou DJ reggae ont un jour chevauché un riddim Studio One. Le phénomène semble parti pour durer, tant les inépuisables productions sorties du Studio One sont la base « matérielle » la plus sûre de chaque période musicale dans l'île et bien au-delà, du raggamuffin jusqu'au dance hall actuel et autre dubstep.
Pour ses dernières années, Coxsone est revenu à Kingston et a rouvert en grande pompe le studio de Brentford road. On retrouve alors autour de lui la même équipe, avec 30 ans de plus mais toujours la même détermination.
Avec ses amis, il était resté très attaché à la musique qui le fit connaître : le Boogie Woogie, dont il possède une impressionnante collection de disques. Il n'était alors pas rare de voir dans la cour de Studio One une bande de papys en train de danser sur les rythmes des années 1940 et 50 en se remémorant mille et une anecdotes.
Il avait même prévu de se rendre en France pour quelques dates avec le Downbeat Sound System, mais il a été rattrapé par toutes ses longues nuits de travail acharné et, bien qu'il n'ait jamais eu de problèmes cardiaques et qu'il ne semblait pas affecté les jours précédents, son cœur lâche le 5 mai 2004, 4 jours après que la « Brentford Road » fut renommée en son honneur « Studio One Road ». Il fêtait cette année-là ses 50 ans de carrière.
En un demi-siècle depuis les premières heures passée sur la petite sono de départ, Coxsone a révolutionné la musique jamaïcaine et, ce faisant, bien plus encore.
Il fait partie des personnes trop peu connues sans qui le paysage musical et peut être même spirituel aurait été bien différent. Jusqu’à présent, l'histoire du dancehall l'a démontré, son œuvre est inégalable et toujours abondamment exploitée. Il a été et reste le plus grand producteur jamaïcain, qui a fait naître les plus grands artistes et essaimé leur œuvre à l'échelle mondiale au cours d'une vie tout entière consacrée à la musique.

## Anecdotes
C'est pendant ses années de lycée, à la « All Saints School », que le surnom de Coxsone, lui est attribué, parce qu'il était alors un excellent batteur au Cricket, comme le fut dans les années 1940 avec l'équipe de Yorkshire, le célèbre joueur Alex Coxon.